# Zurück zur Straße
Zurück zur Straße ist das siebte Album des deutschen Rappers Alpa Gun. Es erschien am 9. September 2016 über das Label Major Movez.

## Titelliste
1. Intro – 4:25
2. Zurück zur Straße – 3:54
3. Alles auf null – 4:16
4. Weiterlaufen 2 – 3:57
5. Skit 1 – 0:38
6. Batzen – 3:35
7. Chaos (feat. Samra45) – 3:47
8. Mr. Nice Gun – 3:20
9. Reebox – 3:39
10. Game Over (feat. M-Jahid, Anonym, Gent, Samra45 und Sergen) – 7:00
11. Caneys (feat. Anonym & Samra45) – 4:37
12. Mein Tag – 3:23
13. Gun macht Bang (feat. Farid Bang) – 3:11
14. Skit 2 – 1:44
15. Schmerz (feat. Cesur) – 3:32
16. Rotlicht und Blaulicht – 3:54
17. Wenn die Uzi spricht (feat. Massiv) – 3:22
18. Bang Bang – 3:39
19. Katastroph (feat. Samra45) – 3:59
20. Outro (feat. M-Jahid, Anonym, Gent, Samra45 und Sergen) – 5:24

## Rezeption

### Charts
Zurück zur Straße stieg auf Platz 17 der deutschen Album-Charts ein. Es verblieb nur eine Woche in den Charts. In der Schweiz belegte das Album Rang 15 und in Österreich Position 41.

### Kritik
Max Kessel bewertete Zurück zur Straße für die Internetseite Rap.de. Das Album habe „seine guten Momente“, enttäusche insgesamt aber. Es sei zwar „besser als letztjähriges Desaster“ Ehrensache 2, unterscheide sich jedoch nicht vom „Straßenrap der Nullerjahre.“ Während es mittlerweile „viele Rapper [gebe], die Straßenrap weitaus interessanter inszenieren“, klinge Alpa Guns Musik als wäre sie „in der Zeit stehen geblieben.“ Inhaltlich gehe es wie üblich um „Ehre, Geld, Familie und die Kripo, um seine Loyalität und die Verlogenheit der restlichen Rapszene und vor allem natürlich um die Straße.“ Samra45 liefere die „wenigen Highlights“ des Albums. Dagegen hätte sich Alpa Gun die „beiden namhaften Features Farid Bang und Massiv“ sparen können. Die Produktionen „schwanken sehr stark in ihrer Qualität“ zwischen „Kopfnicken […] und Kopfschütteln.“